# Hades (skała)
Hades – grupa skał w lewych zboczach Doliny Będkowskiej na Wyżynie Krakowsko-Częstochowskiej. Znajdują się w dolnej części tych zboczy, w odległości około 30 m nad drogą biegnącą dnem Doliny Będkowskiej, powyżej pojedynczego domu na dnie tej doliny. Administracyjnie znajduje się w granicach wsi Będkowice w województwie małopolskim, w powiecie krakowskim, w gminie Wielka Wieś.
Skały są połogie, pionowe lub przewieszone i znajdują się na nich filary, zacięcia i komin. Niemal wszystkie drogi posiadają asekurację. Mają wystawę północno-zachodnią, północną, północno-wschodnią i południowo-zachodnią.

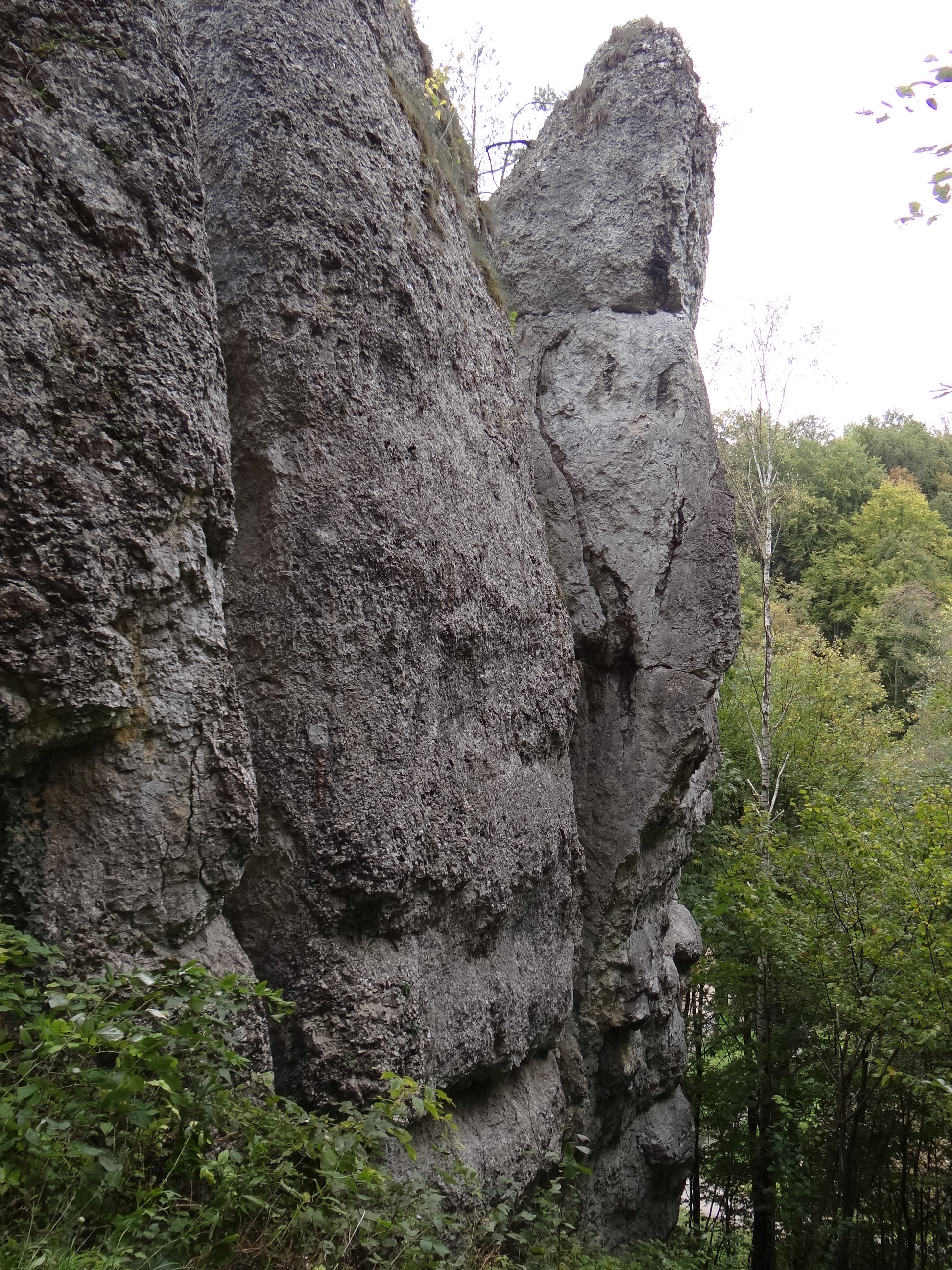
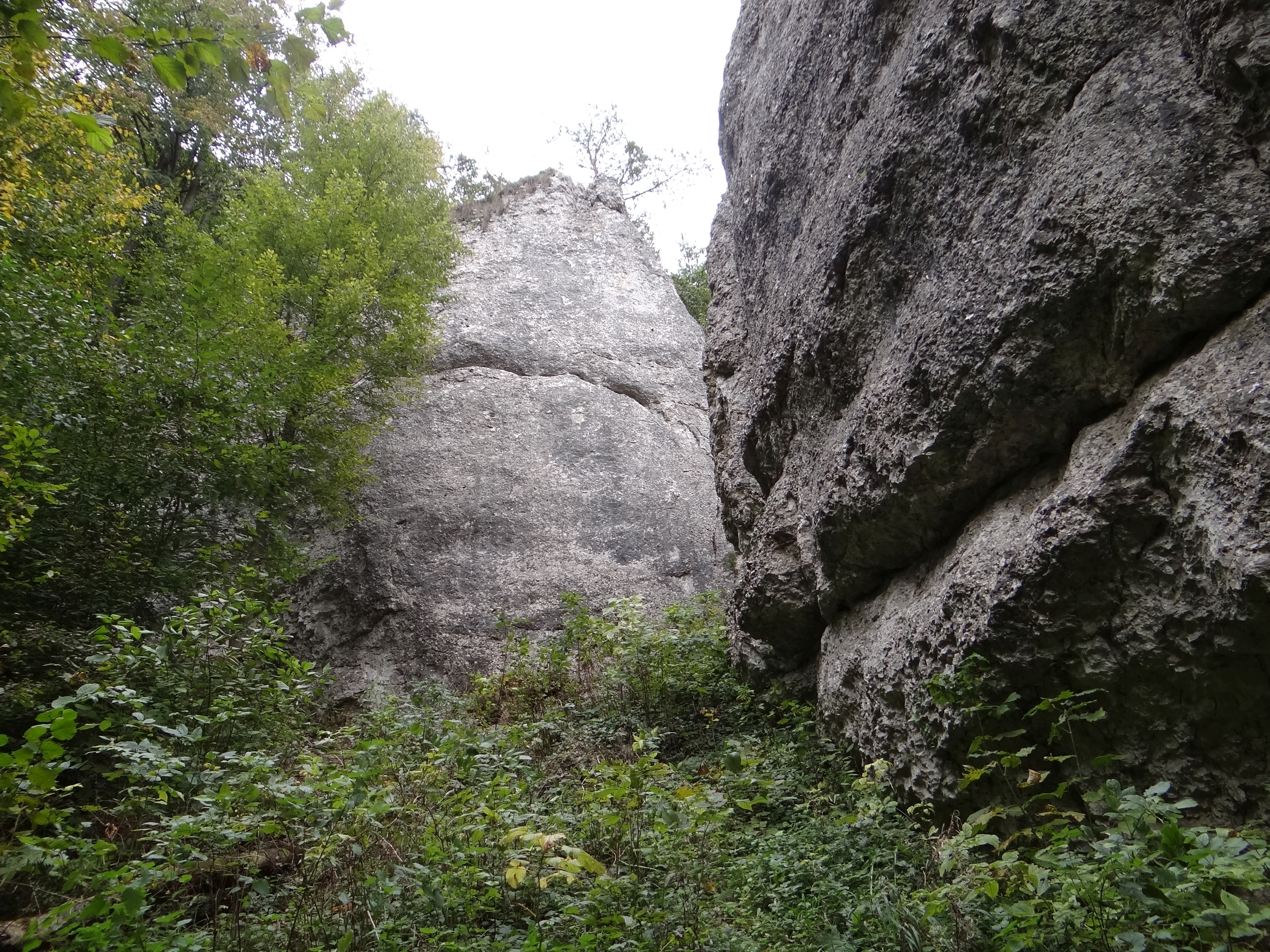
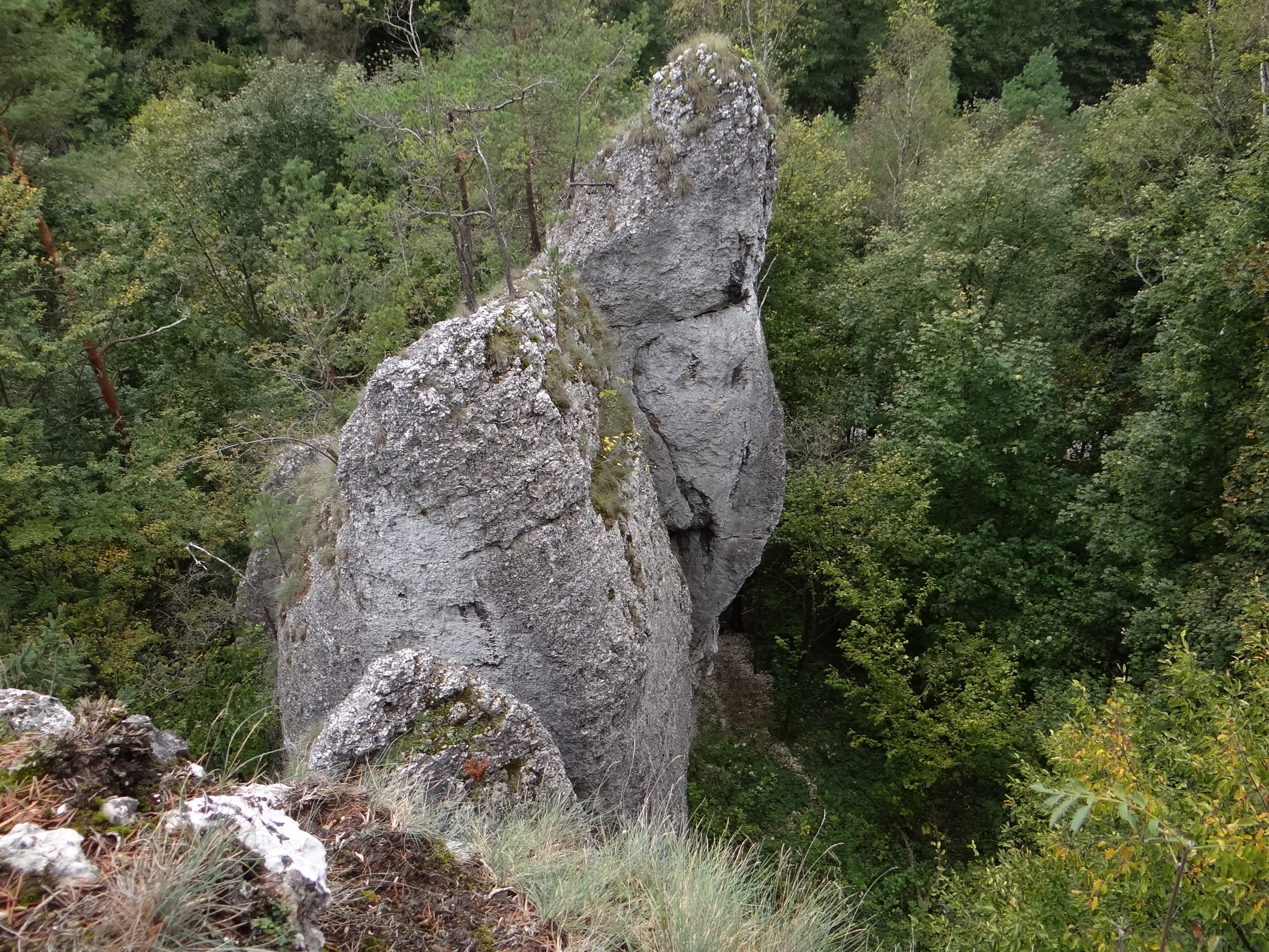
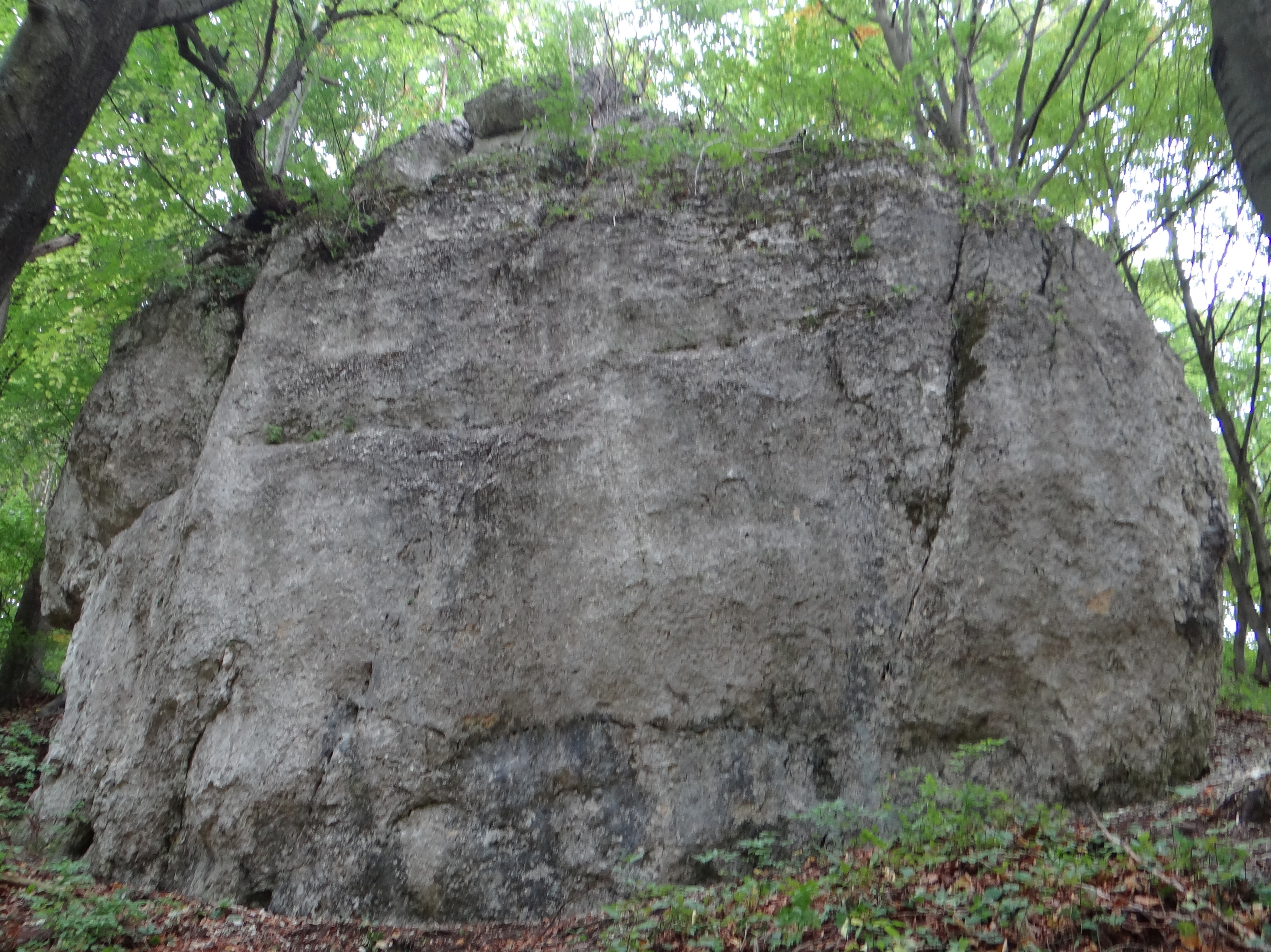
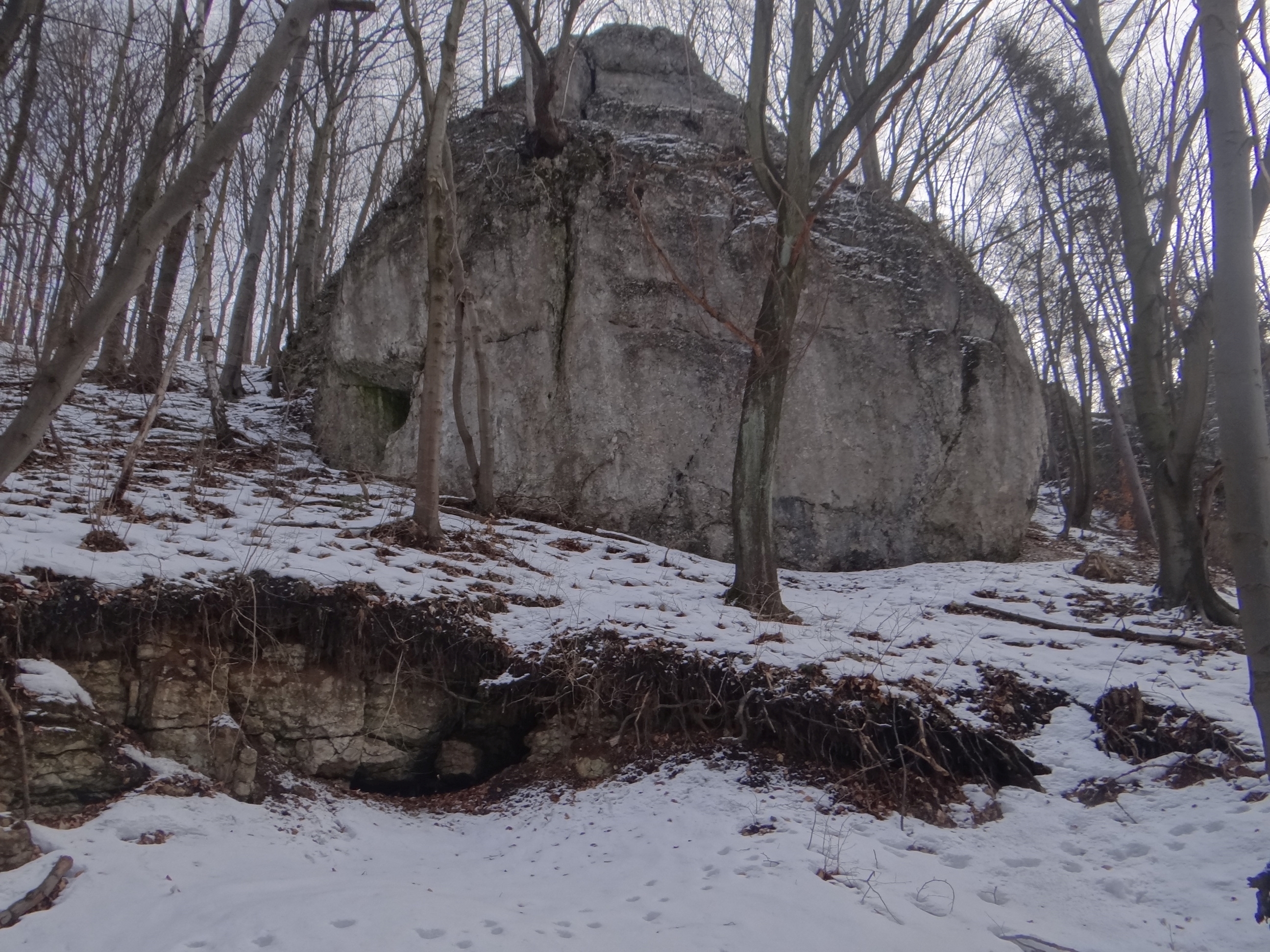
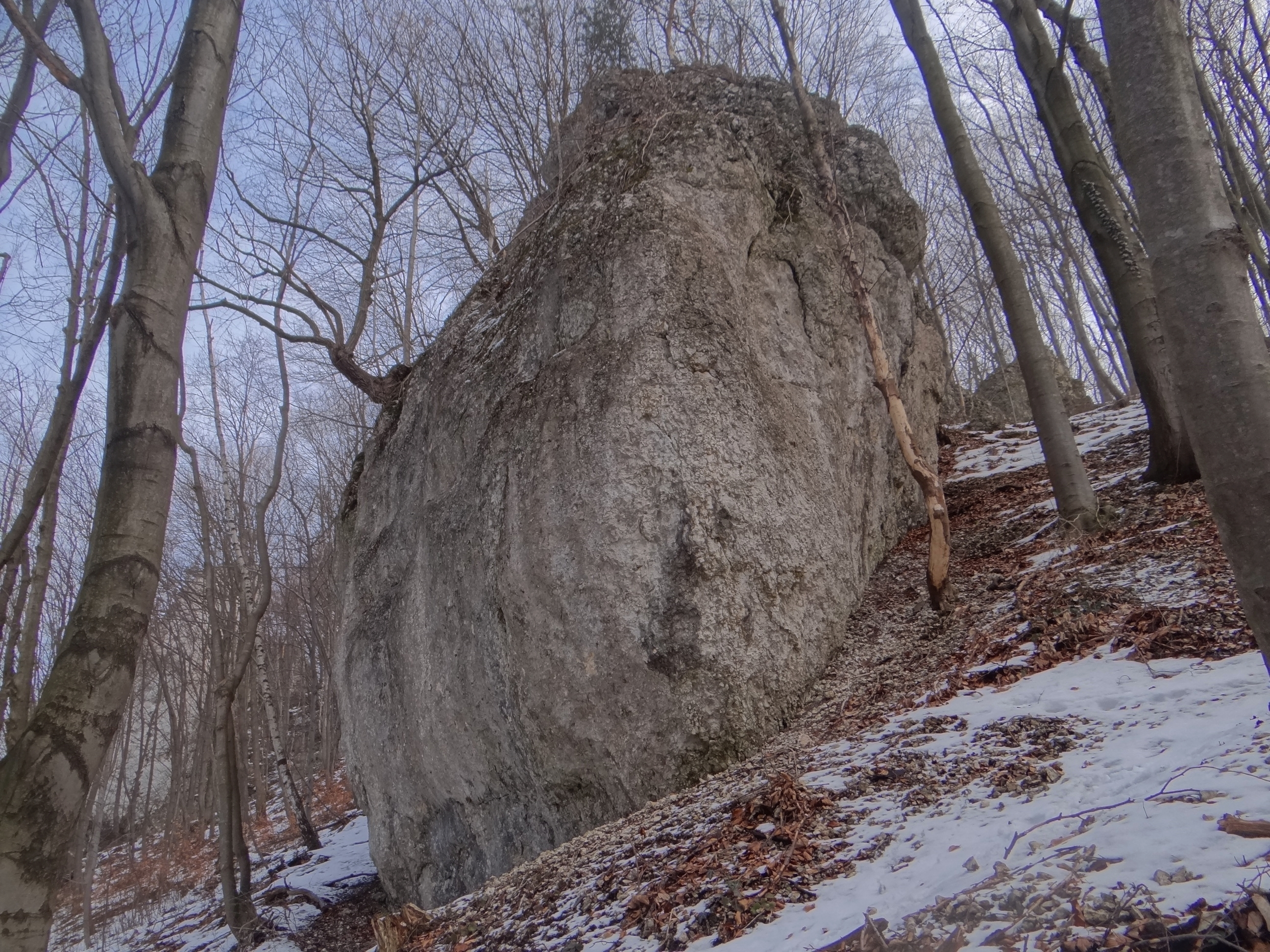

## Drogi wspinaczkowe
Hades jest obiektem wspinaczki skalnej. Przez wspinaczy zaliczany jest do grupy Czarcich Wrót. Zbudowane z wapieni skały Hadesu znajdują się w lesie na stromym stoku. Jest na nich 28 dróg wspinaczkowych o trudności od IV do VI.4+ w skali trudności Kurtyki oraz 3 projekty. Wspinacze skalni dzielą je na kilka grup:
Niemal wszystkie mają zamontowane stałe punkty asekuracyjne: ringi (r), spity (s), stanowisko zjazdowe (st) lub dwa ringi zjazdowe(drz).

Hades I
1. Obol; 4r + st, VI.1/1+, 9 m
2. Cerber; 4r + st, VI.1, 9 m
3. Charon; 4r + st, VI.2, 9 m
4. Dziewczyna z tatuażem; 4r + st, VI.1+/2, 10 m
5. Slave imperator Hades; 4r + rz, VI.2, 10 m
6. Lato upadłych aniołów; 4r + 1s +, VI.3+, 10 m
7. Sereno E!; 5r + st, VI.4+, 12 m
8. Klasztor pełen niespodzianek; 6r + st, VI.2+, 13 m
9. Czujny przeor; 5r + st, VI.2, 13 m
10. Skubaniec; 5r + st, VI.2, 14 m
11. Parada słoni; 5r + st, VI-, 13 m
12. Styks; 5r + st, VI+/1, 18 m

Hades II
1. Eurydyka; IV, 9 m
2. Orfeusz; V+, 9 m
3. Komin wiewiórek; st, V-, 9 m
4. Nie dmuchaj mnie w autobusie; 4r + st, VI+, 9 m
5. Panna z Siedmiogrodu; 4r + ST + rz, VI.1, 9 m
6. Transylwania; 3r + rz, VI.1, 8 m

Hades III
1. Komin Janocika; V, 15 m
2. Projekt; 2s, 15 m
3. Projekt; 3r + 1p + st, 13 m
4. Mroczne zakamarki; 6r + st, VI.1, 13 m
5. Ucieczka z więzienia czasu; 6r + st, VI.1+, 14 m
6. Zimne niebieskie przestrzenie; 6r + st, VI.1, 13 m
7. Prostowanie kamiennych ogrodów; 5r + st, VI, 13 m
8. Skrucha; 3r + st, VI, 11 m
9. Filar Dżed; 5r + st, VI+, 11 m
10. Kamienne ogrody; 8r + st, VI+, 13 m

Zadni Hades
1. Dom, w którym straszy; 4r + st, VI, 11 m
2. Homo taternicus; 4r + st, V+, 11 m

Zadni Hades
1. Projekt; 1 s[2].